# Croton wellensii
Croton wellensii är en törelväxtart som beskrevs av De Wild.. Croton wellensii ingår i släktet Croton och familjen törelväxter. Inga underarter finns listade i Catalogue of Life.